# یاروسلاوا فابیانووا
یاروسلاوا فابیانووا (انگلیسی: Jaroslava Fabiánová؛ زادهٔ ۱۹۶۵ (۵۹–۶۰ سال)) یک قاتل زنجیره ای اهل کشور جمهوری چک است که در مجموع چهار قتل با انگیزه مالی بین سال‌های ۱۹۸۱ تا ۲۰۰۳ مرتکب شد. او در حال حاضر در حال گذراندن حکم حبس ابد برای چهار قتل و جنایات دیگر است. سوابق مشابه، آسیب‌شناسی روانی و شیوه عمل آنها باعث شد رسانه‌ها از فابیانووا به عنوان "آیلین وورنوس چک" یاد کنند.